# Voxna församling
Voxna församling var en församling i Uppsala stift och i Ovanåkers kommun i Gävleborgs län. Församlingen uppgick 2002 i Ovanåkers församling.

## Administrativ historik
Församlingen bildades 1759 som en utbrytning ur Ovanåkers församling och var därefter till 24 oktober 1775 annexförsamling i pastoratet Ovanåker och Voxna. Från 24 oktober 1775 till 1973 utgjorde församlingen ett eget pastorat. Från 1973 till 2002 annexförsamling i pastoratet Ovanåker och Voxna. Församlingen uppgick 2002 i Ovanåkers församling.

## Kyrkor
- Voxna kyrka
- Mattsmyra kapell